# Desollados
Se llaman desollados a unos herejes que aparecieron en el 1534 y pretendían ser cristianos sin haber recibido el bautismo. 
Según ellos, el Espíritu Santo no era una persona divina y el culto que se le da es idolatría: no es sino la figura de los impulsos o mociones que levantan el alma a Dios. En lugar del bautismo, se desollaban la frente con un hierro hasta hacerse sangre y se curaban la herida con aceite. De ahí les vino el nombre de desollados. 